# ガイアノーツ
ガイアノーツ株式会社（Gaianotes inc.）は、埼玉県川口市に本社を置く模型用塗料メーカー。

## 製品
アクリルラッカー系塗料のガイアカラーが主力商品で、他社の塗料と互換性のある溶剤、模型製作用のツール、瞬間接着剤等のマテリアル、下地塗装用のサーフェイサー＆プライマー、簡易スプレーのイージーペインター、塗装した際の後始末用のZシリーズを販売している。

### ガイアカラー
基本色として2005年10月7日に第一弾が発売。発色、隠ぺい力が高く、他社ラッカー系塗料（Mrカラー等）と完全互換性がある。他社で販売していない染料系のクリアカラーや偏光色、エナメル系塗料のシアン、マゼンタ、イエローの純色、蛍光色を発売している。
戦車、自動車、飛行機、鉄道、アニメやゲーム等に登場する機体用の特色が豊富で限定色から通常ラインナップになるものもある。
容量は15ml、容器はGM鉄道カラーと同じもので中蓋と外蓋が別になっている。（2020年4月出荷分より中蓋と外蓋が一体化した仕様に移行）
2009年4月17日の価格改定（基本色170円→200円）によりラベルデザインを白ベースから青ベースに変更
| 番号 | 色名                                     | 種別           | 備考 |
| ---- | ---------------------------------------- | -------------- | --- |
| 001  | ピュアホワイト                           | 光沢           | 2005年10月7日発売 新様式蓋有 |
| 002  | ピュアブラック                           | 光沢           | 2005年10月7日発売 新様式蓋有 |
| 003  | ブライトレッド                           | 光沢           | 2005年10月7日発売 新様式蓋有 |
| 004  | ウルトラブルー                           | 光沢           | 2005年10月7日発売 新様式蓋有 |
| 005  | サンシャインイエロー                     | 光沢           | 2005年10月7日発売 新様式蓋有 |
| 006  | フラットベース                           | 添加剤         | 2005年10月7日発売 新様式蓋有 |
| 007  | クリアー                                 | 光沢           | 2005年10月7日発売 新様式蓋有 |
| 008  | フラットクリアー                         | つや消し       | 2005年10月7日発売 |
| 009  | ブライトシルバー                         | メタリック     | 2005年10月7日発売 新様式蓋有 |
| 010  | ブライトゴールド                         | メタリック     | 2006年5月12日 発売 新様式蓋有 |
| 011  | フラットホワイト                         | つや消し       | 2005年12月8日 発売 新様式蓋有 |
| 012  | フラットブラック                         | つや消し       | 2005年12月8日 発売 新様式蓋有 |
| 013  | ビリジアングリーン                       | 光沢           | 2005年12月8日 発売 新様式蓋有 |
| 014  | ナチュラルブラウン                       | 光沢           | 2005年12月8日 発売 新様式蓋有 |
| 015  | ピュアオレンジ                           | 光沢           | 2005年12月8日 発売 新様式蓋有 |
| 016  | ブリリアントピンク                       | 光沢           | 2005年12月8日 発売 新様式蓋有 |
| 017  | パープルヴァイオレット                   | 光沢           | 2005年12月8日 発売 新様式蓋有 |
| 018  | エメラルドグリーン                       | 光沢           | 2006年5月12日 発売 新様式蓋有 |
| 019  | ラベンダー                               | 光沢           | 2006年5月12日 発売 新様式蓋有 |
| 020  | ガンメタル                               | メタリック     | 2006年5月12日 発売 新様式蓋有 |
| 021  | セミグロスホワイト                       | 半光沢         | 2010年3月20日 発売 新様式蓋有 |
| 022  | セミグロスブラック                       | 半光沢         | 2007年6月22日 発売 新様式蓋有 |
| 023  | スカーレット                             | 光沢           | 2006年5月12日 発売 新様式蓋有 |
| 024  | コバルトブルー                           | 光沢           | 2006年5月12日 発売 新様式蓋有 |
| 025  | 橙黄色（とうこうしょく）                 | 光沢           | 2006年5月12日 発売 新様式蓋有 |
| 026  | ライトグリーン（旧152番）                | 半光沢         | 2007年7月25日 発売 2021年生産終了（2022年以降カタログ未掲載）新様式蓋有 |
| 027  | ダークグリーン（旧151番）                | 半光沢         | 2007年7月25日 発売 2021年生産終了（2022年以降カタログ未掲載） |
| 028  | ストーングリーン（旧153番）              | 半光沢         | 2008年4月12日 発売 2021年生産終了（2022年以降カタログ未掲載）新様式蓋有 |
| 030  | セミグロスクリアー                       | 半光沢         | 2006年12月15日 零式艦上戦闘機用塗料零戦灰緑色セットとして発売 2010年4月23日 単品発売 新様式蓋有                                                                                         |
| 031  | アルティメットホワイト                   | 光沢           | 2010年11月20日 発売 ガイアカラーの中で一番の隠ぺい力がある白 新様式蓋有 |
| 032  | アルティメットブラック                   | 光沢           | 2010年11月20日 発売 ガイアカラーの中で一番の隠ぺい力がある黒 新様式蓋有 |
| 033  | 純色シアン                               | 光沢           | 2009年4月17日販売 新様式蓋有（透明） |
| 034  | 純色マゼンタ                             | 光沢           | 2009年4月17日販売 新様式蓋有（透明） |
| 035  | 純色イエロー                             | 光沢           | 2009年4月17日販売 新様式蓋有（透明） |
| 036  | 純色グリーン                             | 光沢           | 2009年4月17日販売 新様式蓋有（透明） |
| 037  | 純色バイオレット                         | 光沢           | 2009年4月17日販売 新様式蓋有（透明） |
| 038  | プライマリーメタリックレッド             | メタリック     | 2016年4月にセット販売された物の単品版 中蓋と外蓋が一体化した透明キャップを使用 原材料に着色済みのアルミを使用している                                                                   |
| 039  | プライマリーメタリックブルー             | メタリック     | 2016年4月にセット販売された物の単品版 中蓋と外蓋が一体化した透明キャップを使用 原材料に着色済みのアルミを使用している                                                                   |
| 040  | プライマリーメタリックイエロー           | メタリック     | 2016年4月にセット販売された物の単品版 中蓋と外蓋が一体化した透明キャップを使用 原材料に着色済みのアルミを使用している                                                                   |
| 041  | クリアーレッド                           | 染料系クリアー | 2005年12月8日 発売 2008年リニューアル以前のMrカラークリアーレッドと同じ染料系クリアーカラー 新様式蓋有                                                                                  |
| 042  | クリアーオレンジ                         | 染料系クリアー | 2005年12月8日 発売 2008年リニューアル以前のMrカラークリアーオレンジと同じ染料系クリアーカラー 新様式蓋有                                                                                |
| 043  | クリアーブラック                         | 染料系クリアー | 2006年10月14日「ガイアカラー発売1周年記念特別感謝限定セット」特別色として発売 2007年3月17日に単品発売 新様式蓋有                                                                        |
| 044  | クリアーブルー                           | 染料系クリアー | 2008年リニューアル以前のMrカラークリアーブルーと同じ染料系クリアーカラー 2010年4月23日 発売 新様式蓋有                                                                                  |
| 045  | クリアーイエロー                         | 染料系クリアー | 2007年3月17日 発売 2008年リニューアル以前のMrカラークリアーイエローと同じ染料系クリアーカラー 新様式蓋有                                                                                |
| 046  | クリアーブラウン                         | 染料系クリアー | 2010年4月23日 発売 新様式蓋有 |
| 047  | クリアーパープル                         | 顔料系クリアー | 2010年4月23日 発売 新様式蓋有 |
| 048  | クリアーグリーン                         | 顔料系クリアー | 2012年4月28日 発売 新様式蓋有 |
| 049  | クリアーピンク                           | 顔料系クリアー | 2016年2月27日 発売 新様式蓋有 |
| 050  | クリアーホワイト                         | 顔料系クリアー | 2016年2月27日 発売 新様式蓋有 |
| 051  | ノーツフレッシュ                         | 光沢           | 2005年12月8日 発売 新様式蓋有 |
| 052  | ノーツフレッシュホワイト                 | 光沢           | 2013年3月30日 発売 ハイライト用の白 色白肌用 新様式蓋有 |
| 053  | ノーツフレッシュピンク                   | 光沢           | 2013年3月30日 発売 ピンク肌用 新様式蓋有 |
| 054  | ノーツフレッシュオレンジ                 | 光沢           | 2013年3月30日 発売 オレンジ肌用 新様式蓋有 |
| 059  | サフレスフレッシュピンク                 | 顔料系クリアー | 2013年2月23日 発売 ピンク系の影用 新様式蓋有 |
| 060  | サフレスフレッシュオレンジ               | 顔料系クリアー | 2013年2月23日 発売 オレンジ系の影用 新様式蓋有 |
| 061  | ミッドナイトブルー                       | 光沢           | グロスシーブルー FS15042 2008年12月21日 発売 新様式蓋有 |
| 062  | ミディアムブルー                         | 半光沢         | インターミディエイトブルー FS35164 2008年12月21日 発売 |
| 063  | ブルーグレー                             | 半光沢         | 2008年12月21日 発売 新様式蓋有 |
| 071  | ニュートラルグレーI                      | 光沢           | 2010年5月29日 発売 071～075の中で一番白に近いグレー 新様式蓋有 |
| 072  | ニュートラルグレーII                     | 光沢           | 2010年5月29日 発売 071～075の中で二番目に濃いグレー 新様式蓋有 |
| 073  | ニュートラルグレーIII                    | 光沢           | 2010年5月29日 発売 071～075の中で中間色 白と黒の中間のグレー 新様式蓋有 |
| 074  | ニュートラルグレーIV                     | 光沢           | 2006年5月12日 発売 薄くもなく濃くもない一般的なグレー 新様式蓋有 |
| 075  | ニュートラルグレーV                      | 光沢           | 2010年5月29日 発売 071～075の中で一番黒に近いグレー 新様式蓋有 |
| 101  | 蛍光ブルー                               | 光沢           | 2005年10月7日 発売 染料系の蛍光カラー 新様式蓋有 ブラックライトで青色に発光 |
| 102  | 蛍光ピンク                               | 光沢           | 2006年5月12日 発売 染料系の蛍光カラー 新様式蓋有 ブラックライトで桃色に発光 |
| 103  | 蛍光レッド                               | 光沢           | 2010年6月26日 発売 染料系の蛍光カラー 新様式蓋有 ブラックライトで赤色に発光 |
| 104  | 蛍光グリーン                             | 光沢           | 2010年6月26日 発売 染料系の蛍光カラー 新様式蓋有 ブラックライトで緑色に発光 |
| 105  | 蛍光イエロー                             | 光沢           | 2010年6月26日 発売 染料系の蛍光カラー 新様式蓋有 ブラックライトで黄色に発光 |
| 106  | 蛍光オレンジ                             | 光沢           | 2010年6月26日 発売 染料系の蛍光カラー 新様式蓋有 ブラックライトで橙色に発光 |
| 107  | 蛍光イエローグリーン                     | 光沢           | 2012年4月28日 発売 染料系の蛍光カラー 新様式蓋有 ブラックライトで黄緑色に発光 |
| 108  | 蛍光ブルーグリーン                       | 光沢           | 2012年4月28日 発売 染料系の蛍光カラー 新様式蓋有 ブラックライトで青緑色に発光 |
| 110  | 蛍光クリアー                             | 光沢           | 染料系の蛍光カラー ブラックライトで青白色に発光 紫外線の影響を受けやすいので遮光瓶を使用。 2006年9月9日よりEx-06大瓶で発売されていたが、廃番に伴い2018年7月28日に通常ラインナップに追加 |
| 121  | スターブライトシルバー                   | メタリック     | 2006年5月12日 発売 金属感のある銀色 新様式蓋有 |
| 122  | スターブライトゴールド                   | メタリック     | 2007年6月22日 発売 金属感のある赤味のある金 新様式蓋有 |
| 123  | スターブライトジュラルミン               | メタリック     | 金属感のある黄色味ががった銀色 2006年12月15日 零式艦上戦闘機用塗料零戦灰緑色セットとして発売 2007年3月17日に単品発売 新様式蓋有                                                         |
| 124  | スターブライトブラス                     | メタリック     | 金属感のある青味のある金 2010年3月20日 発売 新様式蓋有 |
| 125  | スターブライトアイアン                   | メタリック     | 青味のある鉄色 2010年3月20日 発売 新様式蓋有 |
| 126  | スターブライトシャンパンゴールド         | メタリック     | 淡いシルバーに近いゴールド |
| 131  | パールシルバー                           | パール         | 2011年10月22日 発売 新様式蓋有 原料にビスマスパール使用。黒下地に使うと銀色になる |
| 132  | パールゴールド                           | パール         | 2011年10月22日 発売 新様式蓋有 原料に着色パール使用。黒下地に使うと金色になる |
| 133  | パールカッパー                           | パール         | 2011年10月22日 発売 新様式蓋有 原料に着色パール使用。黒下地に使うと銅色になる |
| 134  | プリズムパープルグリーン                 | 偏光パール     | 紫から緑に変化する偏光パール使用。2012年6月にイリサワ流通限定カラーとして発売された物の一般販売 2016年2月27日 発売 新様式蓋有                                                           |
| 135  | プリズムブルーグリーン                   | 偏光パール     | 青から緑に変化する偏光パール使用。2012年6月にイリサワ流通限定カラーとして発売された物の一般販売 2016年2月27日 発売 新様式蓋有                                                           |
| 136  | プリズムマゼンタゴールド                 | 偏光パール     | 赤から金に変化する偏光パール使用。2012年6月にイリサワ流通限定カラーとして発売された物の一般販売 2016年2月27日 発売 新様式蓋有                                                           |
| 137  | プリズムパステルターコイズブルーイエロー | 偏光パール     | ターコイズブルーからイエローに変化する偏光パール使用 |
| 138  | プリズムパステルチェリーピンクブルー     | 偏光パール     | チェリーピンクからブルーに変化する偏光パール使用 |
| 139  | プリズムパステルミントグリーンブルー     | 偏光パール     | ミントグリーンからブルーに変化する偏光パール使用 |
| 201  | ダークイエロー1                          | 半光沢         | ドイツ戦車色 ドゥンケルゲルプ1 2006年11月13日 ドイツ戦車3色迷彩セットとして発売 2007年3月17日に単品発売                                                                                 |
| 202  | オリーブグリーン                         | 半光沢         | ドイツ戦車色RAL6003 オリーフグリュン 2006年11月13日 ドイツ戦車3色迷彩セットとして発売 2010年7月17日 単品発売                                                                            |
| 203  | レッドブラウン                           | 半光沢         | ドイツ戦車色RAL8017 ロートブラウン 2006年11月13日 ドイツ戦車3色迷彩セットとして発売 2010年7月17日 単品発売 新様式蓋有                                                                   |
| 204  | ダークイエロー2                          | 半光沢         | ドイツ戦車色RAL7028 ドゥンケルゲルプ2 2006年11月13日 ドイツ戦車3色迷彩セットとして発売 2007年3月17日に単品発売 新様式蓋有                                                               |
| 205  | ゲルプブラウン                           | 半光沢         | 2007年4月14日 発売 ドイツ戦車色RAL8000 イエローブラウン ドイツ戦車アフリカ軍団セットのみ                                                                                                |
| 206  | グラウグリュン                           | 半光沢         | 2007年4月14日 発売 ドイツ戦車色RAL7008 グレーグリーン ドイツ戦車アフリカ軍団セットのみ                                                                                                  |
| 207  | ブラウン                                 | 半光沢         | 2007年4月14日 発売 ドイツ戦車色RAL8020 ドイツ戦車アフリカ軍団セットのみ |
| 208  | グラウ                                   | 半光沢         | 2007年4月14日 発売 ドイツ戦車色RAL7027。グレー。ドイツ戦車アフリカ軍団セットのみ |
| 211  | 灰緑色（かいりょくしょく）               | 半光沢         | 旧日本海軍航空機色 2006年12月15日 発売 零式艦上戦闘機用塗料零戦灰緑色セットのみ |
| 212  | 緑色（みどりいろ）                       | 半光沢         | 旧日本海軍航空機色 2006年12月15日 発売 零式艦上戦闘機用塗料零戦緑色セットのみ |
| 213  | 灰緑色                                   | 半光沢         | 旧日本海軍航空機色。2008年9月5日 発売 211より明るめに調色 |
| 214  | 暗緑色                                   | 半光沢         | 旧日本海軍航空機色。2008年9月5日 発売 212より明るめに調色 新様式蓋有 |
| 215  | FS34079 ダークグリーン                   | 7分光沢        | 2015年1月31日 発売 アメリカ空軍ベトナムカラー |
| 216  | FS34102 グリーン                         | 7分光沢        | 2015年1月31日 発売 アメリカ空軍ベトナムカラー 新様式蓋有 |
| 217  | FS30219 タン                             | 7分光沢        | 2015年1月31日 発売 アメリカ空軍ベトナムカラー 新様式蓋有 |
| 218  | FS36622 グレー                           | 7分光沢        | 2015年1月31日 発売 アメリカ空軍ベトナムカラー |
| 219  | FS36440 ライトガルグレー                 | 7分光沢        | 2015年1月31日 発売 アメリカ空軍ベトナムカラー |
| 221  | ジャーマングレー                         | 半光沢         | 2007年6月22日 発売 ドイツ戦車色 ドゥンケルグラウ 新様式蓋有 |
| 222  | オキサイドレッド                         | 半光沢         | 2007年6月22日 発売 ドイツ戦車色 サビ止め用プライマー色 |
| 223  | インテリアカラー                         | 半光沢         | 2007年6月22日 発売 ドイツ戦車色。戦車車内色。 |

### 鉄道模型用カラー
2009年2月21日　第一弾発売　車輛色だけでなく他社には無いサビ表現を再現した色がある。
| 番号 | 色名                     | 種別       | 備考                                                     |
| ---- | ------------------------ | ---------- | -------------------------------------------------------- |
| 1000 | ステンレスシルバー       | メタリック | 2011年3月26日 発売 蓋の色は塗装色                        |
| 1001 | ライトステンレスシルバー | メタリック | 2009年2月21日 発売 蓋の色は塗装色                        |
| 1002 | ダークステンレスシルバー | メタリック | 2009年2月21日 発売 蓋の色は塗装色                        |
| 1003 | 青15号                   | 半光沢     | 2011年2月19日 発売 蓋の色は黒色                          |
| 1004 | ぶどういろ2号            | 半光沢     | 2011年2月19日 発売 蓋の色は黒色                          |
| 1005 | ねずみ色1号              | 半光沢     | 2011年2月19日 発売 蓋の色は黒色                          |
| 1006 | 灰色9号                  | 半光沢     | 2011年2月19日 発売 蓋の色は黒色                          |
| 1007 | ダークグレー             | 半光沢     | 2011年2月19日 発売 蓋の色は黒色                          |
| 1008 | クリーム1号              | 半光沢     | 2011年3月26日 発売 蓋の色は黒色                          |
| 1009 | ローズピンク             | 半光沢     | 2011年3月26日 発売 蓋の色は黒色                          |
| 1010 | ぶどう色1号              | 半光沢     | 2011年3月26日 発売 蓋の色は黒色                          |
| 1011 | 黒                       | 半光沢     | 2011年3月26日 発売 蓋の色は黒色                          |
| 1012 | 赤サビ                   | 半光沢     | 2013年1月26日 発売 蓋の色は黒色 体質顔料でテクスチャ効果 |
| 1013 | 黄サビ                   | 半光沢     | 2013年1月26日 発売 蓋の色は黒色 体質顔料でテクスチャ効果 |
| 1021 | コンテナブルー           | 半光沢     | 2011年10月1日 発売 蓋の色は黒色                          |
| 1022 | コンテナレッド           | 半光沢     | 2011年10月1日 発売 蓋の色は黒色                          |
| 1023 | 名鉄スカーレット         | 半光沢     | 2012年1月28日 発売 蓋の色は黒色                          |
| 1024 | 西武101系イエロー        | 半光沢     | 2012年1月28日 発売 蓋の色は黒色                          |
| 1025 | 西武2000系イエロー       | 半光沢     | 2012年1月28日 発売 蓋の色は黒色                          |
| 1026 | 西武ベージュ             | 半光沢     | 2012年1月28日 発売 蓋の色は黒色                          |
| 1027 | 西武レッド               | 半光沢     | 2012年1月28日 発売 蓋の色は黒色                          |

### Ex-シリーズ
Ex-シリーズは通常サイズの塗料より高品質な顔料、樹脂を使用した高品質な塗料シリーズ。2006年3月17日より販売。
通常シリーズの15mlとは違い50mlの大容量。2018年7月28日のリニューアルの際にEx-フレッシュ、Ex-蛍光クリアーを廃盤。
旧版は青色のラベルだが、リニューアルの際オレンジのラベルに変更。
| 番号    | 色名                             | 種別       | 備考                                                                      |
| ------- | -------------------------------- | ---------- | ------------------------------------------------------------------------- |
| Ex-01   | Ex-ホワイト                      | 光沢       |                                                                           |
| Ex-02   | Ex-ブラック                      | 光沢       |                                                                           |
| Ex-03   | Ex-クリアー                      | 光沢       |                                                                           |
| Ex-04   | Ex-フラットクリアー              | つや消し   |                                                                           |
| Ex-05   | Ex-フラットホワイト              | つや消し   |                                                                           |
| Ex-06   | Ex-フラットブラック              | つや消し   |                                                                           |
| Ex-07   | Ex-シルバー                      | メタリック | 粒子の細かいシルバー                                                      |
| Ex-08   | Ex-ゴールド                      | メタリック | 粒子の細かいゴールド                                                      |
| Ex-09   | Ex-セミグロスクリアー プレミアム | 半光沢     | フッ素入りで滑らかになった半光沢クリアー                                  |
| Ex-10   | Ex-フラットクリアー プレミアム   | つや消し   | Ex-04とは違いフッ素入りで滑らかになったつや消しクリアー                   |
| 旧Ex-05 | Ex-フレッシュ                    | 光沢       | 2018年7月28日のリニューアルの際に廃盤。                                   |
| 旧Ex-06 | Ex-蛍光クリアー                  | 光沢       | 初版は透明瓶だったが遮光瓶に変更。2018年7月28日のリニューアルの際に廃盤。 |

### プレミアムシリーズ
貴重な原料などを入手することで、今まで表現できなかった色を作り上げる特別なシリーズ。容量30mlで税別800円。
ウルトラマリンブルーとプレミアムレッドは顔料系クリアカラーなので下地に白や銀を使うことにより発色が良くなる。
| 番号   | 色名                         | 種別 | 備考 |
| ------ | ---------------------------- | ---- | --- |
| GP-01  | ウルトラマリンブルー         | 光沢 | 2007年2月17日発売 生産終了 原材料の都合上初回生産分のみ 黒地に金文字のラベル                                                |
| GP-02  | プレミアムレッド             | 光沢 | 2009年8月8日発売 初回生産分は黒字に金文字のラベル 再生産以降は赤と白のツートンラベル。                                      |
| GP-03  | ウルトラマリンブルー2        | 光沢 | 2010年2月27日発売 生産終了 GP-01ウルトラマリンブルーを再現 黒地に金文字のラベル                                             |
| GP-04  | プレミアムガラスパール       | 光沢 | 2011年12月17日 発売 ガラス粉にパール加工をした特別な塗料。下地を活かしたパール塗装になる。                                  |
| GP-05  | ウルトラマリンブルー         | 光沢 | 2012年2月16日 発売 GP-03ウルトラマリンブルー2に近い色の一般発売版 青と白のツートンラベル                                    |
| GP-06  | クリアーウルトラマリンブルー | 光沢 | 2012年2月16日 発売 初回のみのスポット生産 染料タイプのウルトラマリンブルー                                                  |
| GP-07  | プレミアムメッキシルバー     | 光沢 | 2015年4月25日 発売 生産終了 メッキに出来るだけ近い感じの表現が出来るシルバー 予め希釈されており使用の際はエアブラシ推奨     |
| GP-08  | プレミアムミラークローム     | 光沢 | 税別1,500円 07プレミアムメッキシルバーの改良版 より簡単にメッキ表現が再現できる。予め希釈されており使用の際はエアブラシ推奨 |
| GP-02p | パールプレミアムレッド       | 光沢 | 2015年1月31日 発売 GP-02プレミアムレッドにパールを加えた特別色。                                                            |
| GP-05p | パールウルトラマリンブルー   | 光沢 | 2014年12月20日 発売 GP-05ウルトラマリンブルーにパールを加えた特別色。                                                       |

### バーチャロンカラー
セガの電脳戦機バーチャロンの模型用カラー。2012年3月24日に第1弾が発売。　税別300円（VOL-品番のパールカラーは税別400円）
メカデザイナーのカトキハジメ氏の正式許諾を得た公式カラーでゲームCGを再現したパールカラー等もラインナップされている。
初期に発売されたものは蓋の色が透明だったが、2017年11月25日にラインナップを絞って再販したリニューアル版は蓋の色が塗装色に変更されている。
第1弾以前に限定色として発売されたVRピンク、VRグリーン、VRダークブルーもここに収録。
| 番号    | 色名                              | 種別       | 備考                                                                                   |
| ------- | --------------------------------- | ---------- | -------------------------------------------------------------------------------------- |
| VO-01   | ウォームホワイト                  | 光沢       | 2012年3月24日 発売 再販版は蓋の色が塗装色になっている                                  |
| VO-02   | アイスコバルトブルー              | 半光沢     | 2012年3月24日 発売 再販版は蓋の色が塗装色になっている                                  |
| VO-03   | ビビッドオレンジ                  | 光沢       | 2012年3月24日 発売 再販版は蓋の色が塗装色になっている                                  |
| VO-04   | フレームメタリック(1)             | メタリック | 2012年3月24日 発売 再販版は蓋の色が塗装色になっている                                  |
| VO-05   | フレッシュミントグリーン          | 光沢       | 2012年3月24日 発売                                                                     |
| VO-06   | ローズブライトレッド              | 光沢       | 2012年6月30日 発売 再販版は蓋の色が塗装色になっている                                  |
| VO-07   | ローズディープレッド              | 光沢       | 2012年6月30日 発売 再販版は蓋の色が塗装色になっている                                  |
| VO-08   | マーズディープブルー              | 光沢       | 2012年6月30日 発売 再販版は蓋の色が塗装色になっている                                  |
| VO-09   | マーズダークブルー                | 光沢       | 2012年6月30日 発売 再販版は蓋の色が塗装色になっている                                  |
| VO-10   | マーズライトグレー                | 光沢       | 2012年6月30日 発売 再販版は蓋の色が塗装色になっている                                  |
| VO-11   | スノーライトグレー                | 光沢       | 2012年7月14日 発売                                                                     |
| VO-12   | スノーダークグレー                | 光沢       | 2012年7月14日 発売                                                                     |
| VO-13   | コーラルピンク                    | 光沢       | 2012年7月14日 発売 再販版は蓋の色が塗装色になっている                                  |
| VO-14   | コーラルオレンジ                  | 光沢       | 2012年7月14日 発売 再販版は蓋の色が塗装色になっている                                  |
| VO-15   | フレームメタリック(2)             | メタリック | 2012年7月14日 発売 再販版は蓋の色が塗装色になっている                                  |
| VO-16   | スノーダークブラウン              | 光沢       | 2012年11月24日 発売                                                                    |
| VO-17   | ストームピンクパープル            | 光沢       | 2012年11月24日 発売                                                                    |
| VO-18   | ストームダークパープル            | 光沢       | 2012年11月24日 発売                                                                    |
| VO-19   | ストームライトブルー              | 光沢       | 2012年11月24日 発売                                                                    |
| VO-20   | ストームブラックブルー            | 光沢       | 2012年11月24日 発売                                                                    |
| VO-21   | 萌葱イエローグリーン              | 光沢       | 2012年12月8日 発売                                                                     |
| VO-22   | 萌葱グリーン                      | 光沢       | 2012年12月8日 発売                                                                     |
| VO-23   | シャドウグレー                    | 光沢       | 2012年12月8日 発売                                                                     |
| VO-24   | マイザーピンク                    | 光沢       | 2012年12月8日 発売 再販版は蓋の色が塗装色になっている                                  |
| VO-25   | マイザーパープル                  | 光沢       | 2012年12月8日 発売 再販版は蓋の色が塗装色になっている                                  |
| VO-26   | 焔朱 (ほむらしゅ)                 | 光沢       | 2013年3月30日 発売 再販版は蓋の色が塗装色になっている                                  |
| VO-27   | 焔小豆 (ほむらあずき)             | 光沢       | 2013年3月30日 発売 再販版は蓋の色が塗装色になっている                                  |
| VO-28   | ストームグレーブルー              | 光沢       | 2013年3月30日 発売                                                                     |
| VO-29   | 萌葱ライトグリーン                | 光沢       | 2013年3月30日 発売                                                                     |
| VO-30   | ブレードシルバー                  | メタリック | 2013年3月30日 発売 再販版は蓋の色が塗装色になっている                                  |
| VO-31   | コールドホワイト                  | 光沢       | 2013年7月13日 発売 再販版は蓋の色が塗装色になっている。                                |
| VO-32   | ターコイズメタリック              | メタリック | 2013年7月13日 発売                                                                     |
| VO-33   | マイルドオレンジ                  | 光沢       | 2013年7月13日 発売 再販版は蓋の色が塗装色になっている。                                |
| VO-34   | ブライトロイヤルブルー            | 光沢       | 2013年7月13日 発売 再販版は蓋の色が塗装色になっている。                                |
| VO-35   | セルリアンブルー                  | 光沢       | 2013年7月13日 発売                                                                     |
| VO-36   | 林翠                              | 光沢       | 2014年2月15日 発売                                                                     |
| VO-37   | 林深翠                            | 光沢       | 2014年2月15日 発売                                                                     |
| VO-38   | マイザー・ダークブルー            | 光沢       | 2014年2月15日 発売                                                                     |
| VO-39   | 風蒼                              | 光沢       | 2014年7月26日 発売 再販版は蓋の色が塗装色になっている。                                |
| VO-40   | 風群青                            | 光沢       | 2014年7月26日 発売 再販版は蓋の色が塗装色になっている。                                |
| VO-41   | ヴィクトリーゴールド              | メタリック | 2014年7月26日 発売 再販版は蓋の色が塗装色になっている。                                |
| VO-42   | ヴィクトリーブラウンゴールド      | メタリック | 2014年7月26日 発売 再販版は蓋の色が塗装色になっている。                                |
| VO-43   | レディッシュ ウォームホワイト     | 光沢       | 2014年7月26日 発売 VO-01より赤みがかった白 再販版は蓋の色が塗装色になっている。        |
| VO-44   | 山茶色                            | 光沢       | 2014年12月20日 発売                                                                    |
| VO-45   | 山焦茶                            | 光沢       | 2014年12月20日 発売                                                                    |
| VO-46   | レッドピンク                      | 光沢       | 2014年12月20日 発売                                                                    |
| VO-47   | フォーチュンスカイブルー          | 光沢       | 2014年12月20日 発売                                                                    |
| VO-48   | フォーチュンオレンジ              | パール     | 2014年12月20日 発売 VO-14のパールカラー版                                              |
| VOL-101 | パールコールドホワイト            | パール     | バーチャロンカラー VO-31のパールカラー版 再販版は蓋の色が塗装色になっている。          |
| VOL-102 | パールビビッドオレンジ            | パール     | バーチャロンカラー VO-03のパールカラー版 再販版は蓋の色が塗装色になっている。          |
| VOL-103 | パールローズディープレッド        | パール     | バーチャロンカラー VO-07のパールカラー版 再販版は蓋の色が塗装色になっている。          |
| VOL-104 | パールマーズダークブルー          | パール     | バーチャロンカラー VO-09のパールカラー版 再販版は蓋の色が塗装色になっている。          |
| VOL-105 | パールマーズライトグレー          | パール     | バーチャロンカラー VO-10のパールカラー版 再販版は蓋の色が塗装色になっている。          |
| VOL-106 | パールマーズライトブルー          | パール     | バーチャロンカラー                                                                     |
| VOL-107 | パールウォームホワイト            | パール     | バーチャロンカラー VO-01のパールカラー版                                               |
| VOL-108 | パール コーラルピンク             | パール     | バーチャロンカラー VO-13のパールカラー版                                               |
| VOL-109 | パール 萌葱イエローグリーン       | パール     | バーチャロンカラー VO-22のパールカラー版                                               |
| VOL-110 | パール 白虹ブルーイッシュシルバー | パール     | バーチャロンカラー                                                                     |
| VOL-111 | パールローズブライトレッド        | パール     | バーチャロンカラー VO-06のパールカラー版                                               |
| VOL-112 | パール焔小豆                      | パール     | バーチャロンカラー VO-27のパールカラー版                                               |
| VOL-113 | パール林深翠                      | パール     | バーチャロンカラー VO-37のパールカラー版                                               |
| 31157   | VRピンク                          | 光沢       | 50mlの大瓶 税別700円 2011年発売 YZR-8000Δ マイザー・デルタ用                           |
| 31160   | VRフレッシュグリーン              | 光沢       | 50mlの大瓶 税別700円 2011年発売 TF-14 B/C+“フェイ・イェン with BH/PH+ フェティッシュ用 |
| 31161   | VRダークブルー                    | 光沢       | 50mlの大瓶 税別700円 2011年発売 YZR-8000γ マイザー・ガンマ用                           |

### サンライズ系カラー
サンライズ作品の設定色を再現したカラー　税別300円　同じ色が使われている他の作品にも流用可能。
ちなみにダグラム放映当時にタカラからダグラムカラー（ボトムズ放映時にタカラアニメカラーと改称）が発売されていた。
| 番号   | 色名                 | 種別       | 備考                                                                                      |
| ------ | -------------------- | ---------- | ----------------------------------------------------------------------------------------- |
| AT-01  | グリーン             | 光沢       | ボトムズカラー 2013年8月25日 発売                                                         |
| AT-02  | ライトグリーン       | 光沢       | ボトムズカラー 2013年8月25日 発売                                                         |
| AT-03  | ブルーグレー         | 光沢       | ボトムズカラー 2013年8月25日 発売                                                         |
| AT-04  | パープルグレー       | 光沢       | ボトムズカラー 2013年9月22日 発売                                                         |
| AT-05  | ダークブルー         | 光沢       | ボトムズカラー 2013年9月22日 発売                                                         |
| AT-06  | ブルー               | 光沢       | ボトムズカラー 2013年12月7日 発売                                                         |
| AT-07  | ペールグリーン       | 光沢       | ボトムズカラー 2013年12月7日 発売                                                         |
| AT-08  | ライトブルー         | 光沢       | ボトムズカラー 2013年12月7日 発売                                                         |
| AT-09  | フォグブルー         | 光沢       | ボトムズカラー 2013年12月7日 発売                                                         |
| AT-10  | パープル             | 光沢       | ボトムズカラー 2014年6月28日 発売                                                         |
| AT-11  | アイスグリーン       | 光沢       | ボトムズカラー 2014年6月28日 発売                                                         |
| AT-12  | ボルドー             | 光沢       | ボトムズカラー 2014年6月28日 発売                                                         |
| AT-13  | オレンジ             | 光沢       | ボトムズカラー 2014年7月26日 発売                                                         |
| AT-14  | レザーブラウン       | 光沢       | ボトムズカラー 2014年7月26日 発売                                                         |
| AT-15  | コバルトグリーン     | 光沢       | ボトムズカラー 2014年7月26日 発売                                                         |
| AT-16  | ブラッドレッド       | 光沢       | ボトムズカラー 2014年10月11日 発売 「レッドショルダーセット」AT-αの通常販売版             |
| AT-17  | ホワイトグレー       | 光沢       | ボトムズカラー 2015年5月23日 発売                                                         |
| AT-18  | ダークバイオレット   | 光沢       | ボトムズカラー 2015年5月23日 発売                                                         |
| AT-19  | カーマイン           | 光沢       | ボトムズカラー 2015年5月23日 発売                                                         |
| AT-20  | オレンジイエロー     | 光沢       | ボトムズカラー 2015年5月23日 発売                                                         |
| AT-21  | ローズピンク         | 光沢       | ボトムズカラー 2016年11月26日 発売                                                        |
| AT-22  | ネービーブルー       | 光沢       | ボトムズカラー 2016年11月26日 発売                                                        |
| AT-23  | ペンキレッド         | 光沢       | ボトムズカラー 2016年11月26日 発売                                                        |
| AT-24  | アンバー             | 光沢       | ボトムズカラー 2016年11月26日 発売                                                        |
| AT-25  | シャドウブラック     | 光沢       | ボトムズカラー                                                                            |
| AT-26  | スレートブラック     | 光沢       | ボトムズカラー                                                                            |
| AT-27  | スチールブラック     | 光沢       | ボトムズカラー                                                                            |
| CB-01  | アイアンブルー       | 光沢       | ダグラムカラー 2013年11月30日 発売                                                        |
| CB-02  | レッド               | 光沢       | ダグラムカラー 2013年11月30日 発売                                                        |
| CB-03  | ライトグレー         | 光沢       | ダグラムカラー 2013年11月30日 発売                                                        |
| CB-04  | グレーグリーン       | 光沢       | ダグラムカラー 2013年11月30日 発売                                                        |
| CB-05  | グレー               | 光沢       | ダグラムカラー 2014年3月22日 発売                                                         |
| CB-06  | ライトブルーグレー   | 光沢       | ダグラムカラー 2014年3月22日 発売                                                         |
| CB-07  | ライトグレーグリーン | 光沢       | ダグラムカラー 2014年3月22日 発売                                                         |
| CB-08  | ダークグリーン       | 光沢       | ダグラムカラー 2014年5月31日 発売                                                         |
| CB-09  | ライトブラウン       | 光沢       | ダグラムカラー 2014年5月31日 発売                                                         |
| CB-10  | ココアブラウン       | 光沢       | ダグラムカラー 2014年5月31日 発売                                                         |
| CB-11  | グレーバイオレット   | 光沢       | ダグラムカラー 2014年5月31日 発売                                                         |
| CB-12  | ダークグリーン（2）  | 光沢       | ダグラムカラー 2014年5月31日 発売                                                         |
| CB-13  | カーキ               | 光沢       | ダグラムカラー 2014年10月11日 発売                                                        |
| CB-14  | ライトカーキ         | 光沢       | ダグラムカラー 2014年10月11日 発売                                                        |
| CB-15  | コバルトブルー       | 光沢       | ダグラムカラー 2014年10月11日 発売                                                        |
| CB-16  | ダークパープル       | 光沢       | ダグラムカラー 2015年11月21日 発売                                                        |
| CB-17  | モスグリーン         | 光沢       | ダグラムカラー 2015年11月21日 発売                                                        |
| CB-18  | ラベンダー           | 光沢       | ダグラムカラー 2015年11月21日 発売                                                        |
| CB-19  | デザートイエロー     | 光沢       | ダグラムカラー 2016年4月23日 発売                                                         |
| CB-20  | マホガニー           | 光沢       | ダグラムカラー 2016年4月23日 発売                                                         |
| CB-21  | ダークレッド         | 光沢       | ダグラムカラー 2016年4月23日 発売                                                         |
| CB-22  | ブルーホワイト       | 光沢       | ダグラムカラー 2016年4月23日 発売                                                         |
| CB-23  | ブラウン             | 光沢       | ダグラムカラー                                                                            |
| CB-24  | モスパープル         | 光沢       | ダグラムカラー                                                                            |
| CB-25  | デザートオレンジ     | 光沢       | ダグラムカラー                                                                            |
| CM-01  | ホワイト             | 光沢       | サイバーフォーミュラーカラー 2015年6月27日 発売                                           |
| CM-02  | シグナルレッド       | 光沢       | サイバーフォーミュラーカラー 2015年6月27日 発売                                           |
| CM-03  | シャーシグレー       | 光沢       | サイバーフォーミュラーカラー 2015年6月27日 発売                                           |
| CM-04  | タイヤブラック       | 光沢       | サイバーフォーミュラーカラー 2015年6月27日 発売                                           |
| CM-05  | グリーンホワイト     | 光沢       | サイバーフォーミュラーカラー 2016年7月30日 発売                                           |
| CM-06  | クリムゾンレッド     | 光沢       | サイバーフォーミュラーカラー 2016年7月30日 発売                                           |
| CM-07  | スカイブルー         | 光沢       | サイバーフォーミュラーカラー 2016年7月30日 発売                                           |
| CM-08  | コバルトブルー（2）  | 光沢       | サイバーフォーミュラーカラー 2016年10月22日 発売 コバルトブルー（1）はダグラムカラーCB-15 |
| CM-09  | ライラックピンク     | 光沢       | サイバーフォーミュラーカラー 2016年10月22日 発売                                          |
| CM-10  | ピンク               | 光沢       | サイバーフォーミュラーカラー 2016年10月22日 発売                                          |
| CM-11  | クリームイエロー     | 光沢       | サイバーフォーミュラーカラー                                                              |
| CM-12  | バイオレット         | 光沢       | サイバーフォーミュラーカラー                                                              |
| CJ-01  | シーブルー           | 光沢       | クラッシャージョウカラー                                                                  |
| CJ-02  | ミディアムレッド     | 光沢       | クラッシャージョウカラー                                                                  |
| CJ-03  | ダークグレー         | 光沢       | クラッシャージョウカラー                                                                  |
| EL-01  | レモンイエロー       | 光沢       | エルドランカラー                                                                          |
| EL-02  | ライラック           | 光沢       | エルドランカラー                                                                          |
| EL-EX1 | エルドランゴールド   | メタリック | エルドランカラー 50mlの大瓶 税別1,000円                                                   |
| BR-01  | ブレイブブラック     | 光沢       | 勇者カラー                                                                                |
| BR-02  | シャインイエロー     | 光沢       | 勇者カラー                                                                                |
| BR-03  | アイボリーホワイト   | 光沢       | 勇者カラー                                                                                |
| BR-04  | ゴールデンイエロー   | 光沢       | 勇者カラー                                                                                |
| BR-05  | ペールブルー         | 光沢       | 勇者カラー                                                                                |

### ガイナックス系カラー
新劇場版のエヴァンゲリオンカラーが2016年11月26日に発売されている。　税別300円　ちなみに新世紀エヴァンゲリオンのカラーはGSIクレオスが1996年のグンゼ時代に10ml入り6色セット、2000年にLMHGシリーズに合わせて　Ver.2として初号機、零号機＆弐号機、綾波レイ、アスカの18ml入り3色カラーセットが発売されていた。
2017年に限定発売されていたTV ver.のエヴァパープル、エヴァレッドもここに収録。
| 番号  | 色名                     | 種別           | 備考 |
| ----- | ------------------------ | -------------- | --- |
| EV-01 | エヴァパープル           | 光沢           | エヴァンゲリオンカラー 2016年11月26日 発売 新劇場版準拠                                                                                                  |
| EV-02 | エヴァグリーン           | 艶消し         | エヴァンゲリオンカラー 2016年11月26日 発売 新劇場版準拠                                                                                                  |
| EV-03 | エヴァナイトパープル     | 光沢           | エヴァンゲリオンカラー 2016年11月26日 発売 新劇場版準拠                                                                                                  |
| EV-04 | エヴァネオングリーン     | 蓄光           | エヴァンゲリオンカラー 2016年11月26日 発売 新劇場版準拠 税別1,500円 蛍光塗料に蓄光パウダーが入っていてブラックライトを照らすか照明を消すと鮮やかに光る。 |
| EV-05 | エヴァオレンジイエロー   | 光沢           | エヴァンゲリオンカラー 2016年11月26日 発売 新劇場版準拠                                                                                                  |
| EV-06 | エヴァレッド             | 光沢           | エヴァンゲリオンカラー 新劇場版準拠 |
| EV-07 | エヴァイエロー           | 光沢           | エヴァンゲリオンカラー 新劇場版準拠 |
| EV-08 | エヴァオレンジ           | 光沢           | エヴァンゲリオンカラー 新劇場版準拠 |
| EV-09 | エヴァパープルグレー     | 光沢           | エヴァンゲリオンカラー 新劇場版準拠 |
| EV-10 | エヴァダークグレー       | 光沢           | エヴァンゲリオンカラー 新劇場版準拠 |
| EV-11 | エヴァプロトイエロー     | 光沢           | エヴァンゲリオンカラー 新劇場版準拠 |
| EV-12 | エヴァピンク             | 光沢           | エヴァンゲリオンカラー 新劇場版準拠 |
| EV-13 | エヴァダークパープル     | 光沢           | エヴァンゲリオンカラー 新劇場版準拠 |
| EV-14 | エヴァダークブルー       | 光沢           | エヴァンゲリオンカラー 新劇場版準拠 |
| EV-15 | エヴァヴァーミリオン     | 光沢           | エヴァンゲリオンカラー 新劇場版準拠 |
| 限定  | エヴァパープル TV ver.   | 光沢           | エヴァンゲリオンカラー 2017年発売 50mlの大瓶 税別800円 TV版初号機本体色                                                                                  |
| 限定  | エヴァレッド TV ver.     | 光沢           | エヴァンゲリオンカラー 2017年発売 50mlの大瓶 税別800円 TV版弐号機本体色                                                                                  |
| 32004 | グレンラガンレッド       | 光沢           | グレンラガンカラー 4本セット 税別1,000円 グレンラガンセットのみ                                                                                          |
| 32004 | グレンラガンイエロー     | 半光沢         | グレンラガンカラー グレンラガンセットのみ |
| 32004 | グレンラガングレー       | 半光沢         | グレンラガンカラー グレンラガンセットのみ |
| 32004 | グレンラガン関節グレー   | 半光沢         | グレンラガンカラー グレンラガンセットのみ |
| 32002 | キングキタンイエロー     | 光沢           | グレンラガンカラー 4本セット 税別1,000円 ガンメンセットのみ                                                                                              |
| 32002 | キングキタンピンク       | 半光沢         | グレンラガンカラー ガンメンセットのみ |
| 32002 | エンキブルー             | 光沢           | グレンラガンカラー ガンメンセットのみ |
| 32002 | ダヤッカイザーブルー     | 半光沢         | グレンラガンカラー ガンメンセットのみ |
| 32003 | ヨーコフレッシュ         | 半光沢         | グレンラガンカラー 4本セット 税別1,000円 ヨーコセットのみ                                                                                                |
| 32003 | ヨーコフレッシュシャドー | 半光沢クリアー | グレンラガンカラー ヨーコセットのみ |
| 32003 | ヨーコヘアカラー         | 半光沢         | グレンラガンカラー ヨーコセットのみ |
| 32003 | ヨーコピンク             | 3分艶          | グレンラガンカラー ヨーコセットのみ |

### 艦船系カラー
艦船を取り扱ったアニメ作品のカラー　税別300円
2020年現在では製造中止となっており店頭在庫のみ。
| 番号   | 色名                       | 種別   | 備考 |
| ------ | -------------------------- | ------ | --- |
| HF-001 | 晴風船体色                 | 半光沢 | ハイスクール・フリートカラー 蓋の色は黒色 2016年9月3日 発売                                                                                       |
| HF-002 | 晴風船底色                 | 半光沢 | ハイスクール・フリートカラー 蓋の色は黒色 2016年9月3日 発売                                                                                       |
| HF-003 | 晴風甲板色（リノリウム）   | 半光沢 | ハイスクール・フリートカラー 蓋の色は黒色 2016年9月3日 発売                                                                                       |
| HF-004 | 晴風ライン色（赤）         | 半光沢 | ハイスクール・フリートカラー 蓋の色は黒色 2016年9月3日 発売                                                                                       |
| AR-01  | ルミナスブルー             | 蓄光   | 蒼き鋼のアルペジオ-アルス・ノヴァカラー 12ml 税別500円 蛍光塗料に蓄光パウダーが入っていてブラックライトを照らすと鮮やかに光る 2015年8月29日 発売  |
| AR-02  | ルミナスレッド             | 蓄光   | 蒼き鋼のアルペジオ-アルス・ノヴァカラー 12ml 税別500円 蛍光塗料に蓄光パウダーが入っていてブラックライトを照らすと鮮やかに光る 2015年8月29日 発売  |
| AR-03  | ルミナスイエロー           | 蓄光   | 蒼き鋼のアルペジオ-アルス・ノヴァカラー 12ml 税別500円 蛍光塗料に蓄光パウダーが入っていてブラックライトを照らすと鮮やかに光る 2015年8月29日 発売  |
| AR-04  | ルミナスグリーン           | 蓄光   | 蒼き鋼のアルペジオ-アルス・ノヴァカラー 12ml 税別500円 蛍光塗料に蓄光パウダーが入っていてブラックライトを照らすと鮮やかに光る 2015年8月29日 発売  |
| AR-05  | ルミナスパープル           | 蓄光   | 蒼き鋼のアルペジオ-アルス・ノヴァカラー 12ml 税別500円 蛍光塗料に蓄光パウダーが入っていてブラックライトを照らすと鮮やかに光る 2015年8月29日 発売  |
| AR-06  | ルミナスピンク             | 蓄光   | 蒼き鋼のアルペジオ-アルス・ノヴァカラー 12ml 税別500円 蛍光塗料に蓄光パウダーが入っていてブラックライトを照らすと鮮やかに光る 2015年8月29日 発売  |
| AR-07  | ルミナスオレンジ           | 蓄光   | 蒼き鋼のアルペジオ-アルス・ノヴァカラー 12ml 税別500円 蛍光塗料に蓄光パウダーが入っていてブラックライトを照らすと鮮やかに光る 2016年7月7日 発売   |
| AR-08  | ルミナスホワイトプレミアム | 蓄光   | 蒼き鋼のアルペジオ-アルス・ノヴァカラー 12ml 税別1,000円 蛍光塗料に蓄光パウダーが入っていてブラックライトを照らすと鮮やかに光る 2016年7月7日 発売 |

### 模型作品系カラー
主としてプラモデルの成形色を再現したカラー　税別300円
クレオスからフレームアームズ＆MSG用の特色セットも発売されていた。
| 番号  | 色名                           | 種別   | 備考                                                                |
| ----- | ------------------------------ | ------ | ------------------------------------------------------------------- |
| WG-01 | うすみどり                     | 光沢   | メカトロウィーゴカラー 2015年12月19日 発売                          |
| WG-02 | みずいろ                       | 光沢   | メカトロウィーゴカラー 2015年12月19日 発売                          |
| WG-03 | あいぼりー                     | 光沢   | メカトロウィーゴカラー 2015年12月19日 発売                          |
| WG-04 | らいとおれんじ                 | 光沢   | メカトロウィーゴカラー 2015年12月19日 発売                          |
| WG-05 | ぴんく                         | 光沢   | メカトロウィーゴカラー 2016年10月22日 発売                          |
| WG-06 | れもん                         | 光沢   | メカトロウィーゴカラー 2016年10月22日 発売                          |
| WG-07 | あっしゅ                       | 光沢   | メカトロウィーゴカラー 2016年10月22日 発売                          |
| WG-08 | まるーん                       | 光沢   | メカトロウィーゴカラー 2016年10月22日 発売                          |
| FG-01 | プラスチックフレッシュ         | 半光沢 | フレームアームズ・ガールカラー                                      |
| FG-02 | ベースフレッシュ               | 半光沢 | フレームアームズ・ガールカラー                                      |
| FG-03 | シャドウフレッシュ             | 半光沢 | フレームアームズ・ガールカラー                                      |
| FG-04 | アーマーグレー                 | 半光沢 | フレームアームズ・ガールカラー                                      |
| FG-05 | インナーブラック               | 半光沢 | フレームアームズ・ガールカラー                                      |
| FG-06 | プラチナブロンドベース         | 半光沢 | フレームアームズ・ガールカラー                                      |
| FG-07 | プラチナブロンドシャドウ       | 半光沢 | フレームアームズ・ガールカラー                                      |
| FG-08 | ブロンドベース                 | 半光沢 | フレームアームズ・ガールカラー                                      |
| FG-09 | ブロンドシャドウ               | 半光沢 | フレームアームズ・ガールカラー                                      |
| FG-10 | ホワイトフレッシュ             | 半光沢 | フレームアームズ・ガールカラー                                      |
| FG-11 | プラスチックブラウンフレッシュ | 半光沢 | フレームアームズ・ガールカラー                                      |
| FG-12 | 轟雷装甲ブラウン               | 半光沢 | フレームアームズ・ガールカラー                                      |
| FG-13 | スティレット装甲ブルー         | 半光沢 | フレームアームズ・ガールカラー                                      |
| FM-01 | ミクグリーン                   | 光沢   | フレームミュージック・ガールカラー 税別350円 契約終了により製造終了 |
| FM-02 | ミクヘアシャドウ               | 光沢   | フレームミュージック・ガールカラー 税別350円 契約終了により製造終了 |
| FM-03 | ミクボディシャドウ             | 光沢   | フレームミュージック・ガールカラー 税別350円 契約終了により製造終了 |
| FM-04 | ミクホワイト                   | 光沢   | フレームミュージック・ガールカラー 税別350円 契約終了により製造終了 |
| FM-05 | 桜ミクヘアピンク               | 半光沢 | フレームミュージック・ガールカラー 税別350円 契約終了により製造終了 |
| FM-06 | 桜ミクボディピンク             | 半光沢 | フレームミュージック・ガールカラー 税別350円 契約終了により製造終了 |
| FM-07 | 雪ミクヘアブルー               | 半光沢 | フレームミュージック・ガールカラー 税別350円 契約終了により製造終了 |
| FM-08 | 雪ミクボディブルー             | 半光沢 | フレームミュージック・ガールカラー 税別350円 契約終了により製造終了 |
| FM-09 | 雪ミクシルバー                 | 半光沢 | フレームミュージック・ガールカラー 税別350円 契約終了により製造終了 |